# Haro 30
Haro 30 (Mrk 650, IC 3600) — галактика типу S0 (спіральна галактика) у сузір'ї Волосся Вероніки.
Цей об'єкт міститься в оригінальній редакції індексного каталогу.